# Middle East Illusions
Middle East Illusions: Including Peace in the Middle East? Reflections on Justice and Nationhood é um livro de 2003 escrito pelo linguista e ativista político Noam Chomsky. Trata-se de uma coleção de ensaios sobre o conflito israelo-palestino produzidos durantes os últimos trinta anos.